# Sminthurus wahlgreni
Sminthurus wahlgreni is een springstaartensoort uit de familie van de Sminthuridae. De wetenschappelijke naam van de soort is voor het eerst geldig gepubliceerd in 1920 door Stach.